# Nicolae Covaci
Nicolae Covaci (Timișoara, 19 aprile 1947 – Timișoara, 2 agosto 2024) è stato un compositore, cantante e chitarrista rumeno, conosciuto come fondatore e leader del gruppo musicale di musica rock Transsylvania Phoenix e noto in Romania semplicemente come Phoenix.